# Pertunmaa
Pertunmaa es un municipio de Finlandia localizado en la región de Savonia del Sur.

## Demografía
El municipio tiene una población de 1,858 habitantes (2015) con una densidad de 4,96 habitantes por km². 

## Geografía
Cubre un total de 454,18 km² (79,7 km² correspondientes a agua).
Algunos municipios vecinos son Hartola, Heinola, Hirvensalmi, Mäntyharju y Joutsa.

## Otros
El idioma oficial es el finés. 
Itä-Häme es un diario publicado en Pertunmaa.

## Villas
Kuortti, Lihavanpää, Mansikkamäki, Nipuli, Ruorasmäki, Joutsjärvi, Hölttä, Hartosenpää, Kuhajärvi, Karankamäki, y Kälkyttä.